# Aker ASA
Aker ASA è una holding norvegese proprietaria di diverse aziende attive principalmente nei settori della pesca, costruzioni, dei prodotti meccanici. L'azionista di riferimento è il magnate norvegese Kjell Inge Røkke, che ne controlla il 66,66% tramite la sua TRG Holding.

## Società controllate
- Aker BioMarine (82,9%)
- Aker Capital (100%)
- Aker Clean Carbon (70%)
- Aker Drilling (100%)
- Aker Exploration (61,2%)
- Aker Floating Production (59,1%)
- Aker Holding (60%)
- Aker Oilfield Services (44,4%)
- Aker Philadelphia Shipyard (50,3%)
- Aker Seafoods (64,95%)
- Molde Fotballklubb (100%)